# Fled Dúin na nGéd
Fled Dúin na nGéd [fʴlʴeð duːnʴna ŋʴeːð] („Das Fest von Dún na nGéd“) ist eine Erzählung aus dem Historischen Zyklus der Irischen Mythologie. Die Sage stammt vermutlich aus dem 11. Jahrhundert und ist in einigen Manuskripten, z. B. im Leabhar Buidhe Lecain („Das Gelbe Buch von Lecan“), überliefert.

## Inhalt
Der Ziehsohn von Domnall mac Aeda, der König von Ulster Congal Claen, verhilft diesem zur Würde des Hochkönigs von Irland. Die dafür erwartete reiche Belohnung bleibt jedoch aus. Bei der Inthronisationsfeier in Domnalls Herrschersitz Dún na nGéd („Burg der Gänse“) kommt es deshalb zum Streit zwischen den beiden. Congal stellt ein Heer auf und gewinnt einige ausländische Fürsten als Helfer. Es kommt im Jahre 637 zur Schlacht von Mag Ráth (Cath Maige Rátha), bei der Congal fällt.
Die Erzählungen Cath Maige Rátha und Buile Suibne („Suibnes Wahnsinn“) sind Folgetexte von Fled Dúin na nGéd.